# Gregory Crewdson
Gregory Crewdson (né le 26 septembre 1962 à Brooklyn, New York) est un photographe américain. Aujourd’hui, il vit et travaille à New York où il dispose d'un studio. 
Il réalise des tableaux photographiques de grand format sur l’envers du rêve américain en photographiant des scènes sur les foyers et les quartiers américains.

## Biographie
Gregory Crewdson est né le 26 septembre 1962 à Park Slope dans le quartier de Brooklyn à New York. Pendant son adolescence, il a fait partie d'un groupe de punk rock The Speedies. Une de leurs chansons Let Me Take Your Foto, a été utilisée en 2014 par Hewlett Packard pour promouvoir des appareils photo numériques dans une publicité. 
En 1985, il étudie la photographie à la SUNY à Purchase de l'État de New York. Dès ses débuts, il photographie l’Amérique rurale. En 1988, il obtient sa maîtrise en Beaux-Arts de l'Université Yale à New Haven. 
À partir de 1993, il commence à enseigner au Sarah Lawrence College, à Cooper Union, à Vassar College, tous les trois situés à New York, et à l'Université Yale. 
En 2004, il reçoit la médaille Skowhegan de la photographie à l’école de peinture et de sculpture de Skowhegan.
Il a été représenté par la galerie Luhring Augustine à New York et par la White Cube Gallery à Londres. 
Aujourd'hui, il est représenté par la galerie Gagosian à New York et par la galerie Daniel Templon à Paris et Bruxelles.

## Sa démarche artistique

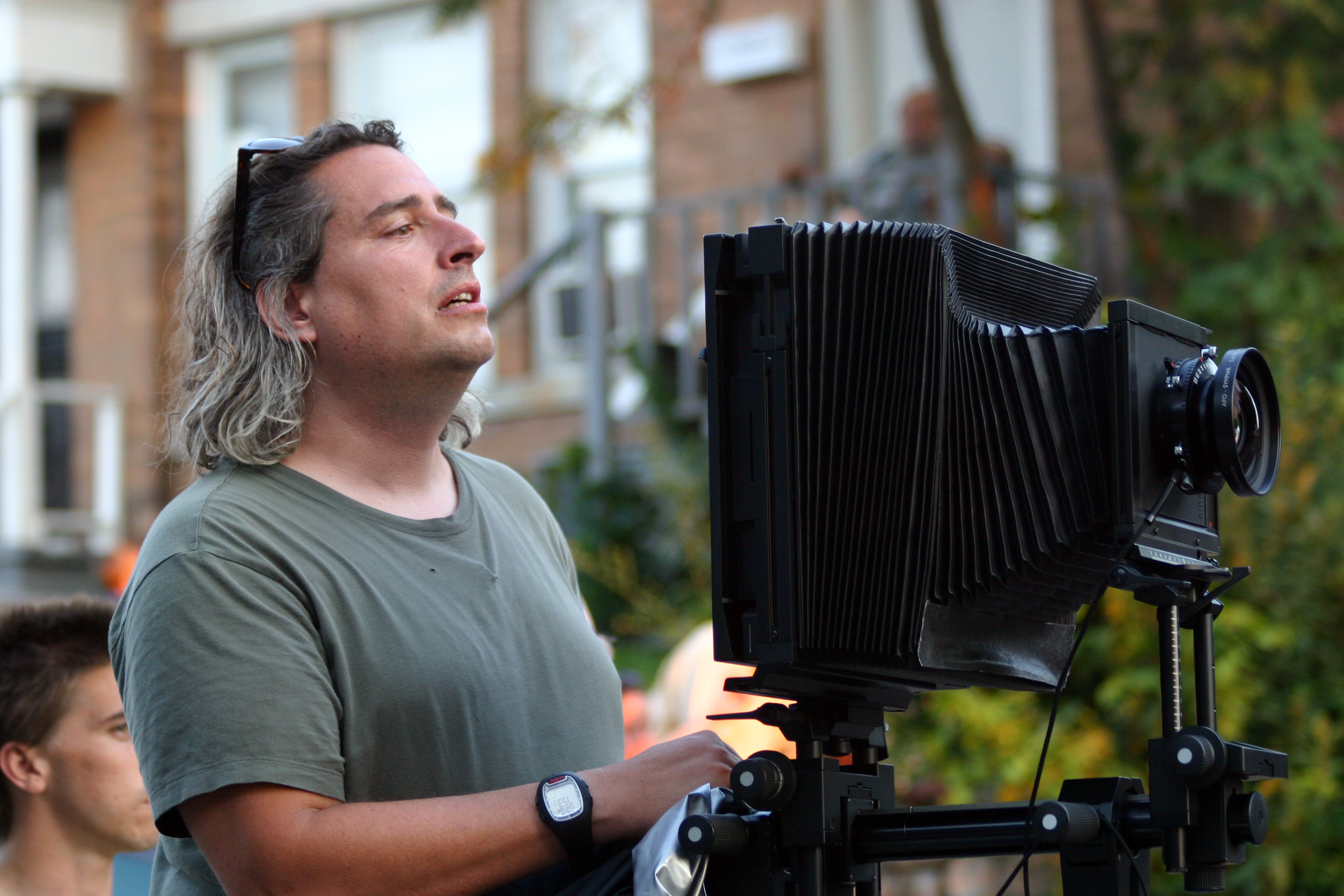
Gregory Crewdson lors d'une prise de vue en juillet 2007 dans les rues de Pittsfield, Massachusetts

L’idée de ses inventions iconographiques est venue de son enfance. En effet, fils de psychanalyste, Gregory Crewdson se souvient d’avoir perçu les confidences de certains patients. Ces récits névrotiques l’ont poussé à faire des photographies qui sont à mi-chemin entre cinéma fantastique et série télévisée et qui évoquent la face noire du rêve américain.
Ces scènes photographiques font l’objet d’une élaboration minutieuse, d’une mise en scène. Les budgets sont énormes car les mises en scène sont soit faites en studio où les rues, les bois, les intérieurs sont entièrement reconstitués ou soit sont faites à l’extérieur où Gregory Crewdson recherche des lieux ordinaires, et des petites villes rurales comme Pittsfield Massachusetts et Lee. D’ailleurs, pendant 20 ans, il travaillera dans ces petites villes de la Nouvelle-Angleterre. Dans certains cas, un éclairage supplémentaire et des effets sont utilisés, afin d'améliorer un moment naturel du crépuscule. Dans d'autres, l'effet du crépuscule est entièrement créé artificiellement. 
L’ensemble de la mise en scène est confié à une armée de décorateurs, de maquilleurs, d’éclairagistes et de stylistes. Des acteurs plus ou moins connus jouent des personnages fantomatiques au teint diaphane et au regard absent dans les scènes.
Le spectateur est alors dans une scène de film, où une histoire est en cours mais on ne comprend rien parce qu’on a raté le début. L’image qui est présentée est celle d’une solitude captée au moment de sa plus grande intensité. Le personnage est à la croisée des chemins.
Dans ses œuvres, il y a une sorte d’équilibre entre la puissance du mystère et la quantité de détails donnés à l’analyse. Gregory Crewdson construit un tableau où il y a plus de questions que de réponses.
En vingt ans, Grégory Crewdson a réalisé six grandes séries photographiques qui doivent beaucoup à :
- Edward Hopper pour la peinture ;
- Jeff Wall pour la photographie et la tradition documentaire américaine ;
- Stephen King pour la littérature ;
- Steven Spielberg,
- David Lynch,
- Wes Anderson et aux films d’épouvante et de science-fiction pour le cinéma.

## Quelques œuvres
- Early Work (1986-1988). Dans cette série, il travaille l’ennui dans les familles américaines. Un jeune joueur de baseball cherche sa balle perdue dans des bosquets alentour. Le jeu lui-même transpire l’ennui et la vacuité. Ici, le rêve américain d’autonomie et de liberté tourne au cauchemar.

- Natural Wonder (1992-1997). Le photographe zoome sur les micro-événements monstrueux de la petite vie animale de nos jardins privés : charognes rongées par les vers, cadavre d’homme en décomposition, etc. Dans cette série il s’agit bien, là encore, de montrer l’envers du décor, l’autre côté d’une vie quotidienne sans problème et sans histoire.

- La série Hover (1996-1997) met en scène une batterie d’événements qui viennent s’insérer dans une quotidienneté banale. Les photos prises de haut, montrent des vies de quartiers temporairement bouleversées par un incendie, les ravages d’un ours perdu, une présence policière, etc.

- Dans la série Twilight, (1998-2002), l’artiste a voulu retranscrire une atmosphère angoissante et étrange qui rappelle les films de Spielberg comme E.T, Rencontre du troisième type et de Lynch avec Blue Velvet, Twin Peaks, Lost Highway, Mulholland Drive.

- Les séries Dream House (2002) et Beneath the Roses (2003-2005) prolongent le travail de Twilight. Des scènes de la vie quotidienne sont bouleversées et basculent vers le fantastique et l’onirique, à l’occasion d’apparition d’élément surréel. Chaque œuvre reproduit d’une façon unique cette atmosphère étrange, sur fond de fausse quiétude de la vie de famille américaine moyenne.

## Expositions
2023
La trilogie Fireflies, Cathedral of the Pines et An Eclipse of Moths à l'occasion des « Rencontres de la Photographie d'Arles ».
2018
Gregory Crewdson, Cathedral of the Pines, Centre d’Art Contemporain, Torun, Pologne
2017
Gregory Crewdson : Cathedral of the Pines, The Photographer’s Gallery, Londres, Royaume-Uni
Gregory Crewdson: The Becket Pictures, Fonds régional d'art contemporain Auvergne, Clermont Ferrand, France
2016 
Gregory Crewdson : Cathedral of the Pines, Galerie Daniel Templon, Paris, France ; Bruxelles, Belgique
2015 
Gregory Crewdson : Dream House, The San Diego Museum of Art, San Diego, États-Unis
Fireflies (part of 20 Years/20 Shows: SPRING), SITE Santa Fe, Santa Fe, États-Unis
2014 
Gregory Crewdson : Fireflies, Wave Hill, Bronx, États-Unis
Gregory Crewdson : Beneath the Roses, Museum of Image and Sound, São Paulo, Brésil
2013 
L'œil photographique, FRAC Auvergne, Clermont-Ferrand, France
2011 
Gregory Crewdson : In a Lonely Place, C/O Berlin, Germany ; Kulturhuset, Stockholm, Suède 
The Black Diamond, Copenhague, Danmark ; The Stenersen Museum, Oslo, Norvège 
Centre for Contemporary Photography, Melbourne, Australie 
The Institute of Modern Art, Brisbane, Australie ; City Gallery Wellington, Wellington, Nouvelle-Zélande
Gregory Crewdson : Sanctuary, TIFF ’11 Festival, Toronto, Canada
2010Sanctuary, Gagosian Gallery, New York City, États-Unis
2009
Beneath the Roses, Galerie Daniel Templon, Paris, France 
2008
Dream House, Photology, Milan, Italie
Beneath the Roses, White Cube, Londres, Royaume-Uni
Beneath the Roses, Gagosian, Los Angeles, États-Unis
2007
Drawing on Hopper: Gregory Crewdson/Edward Hopper, Williams College Museum of Art, Williams, États-Unis
Gregory Crewdson : 1985–2005, DA2 Domus Artium 2002, Salamanque, Espagne ; Hasselblad Center, Goteborg, Suède ; Palazzo delle esposizioni, Rome, Italie
2006Gregory Crewdson : Fotografien 1985-2005, Fotomuseum Winterthur, Winterthur, Suisse ; Museen Haus Lange/ Haus Esters Krefeld, Krefeld, Allemagne ; Fotomuseum Den Haag, La Haye, Pays-Bas
Fireflies, Skarstedt Fine Art, New York City, États-Unis
2005 
Gregory Crewdson 1985-2005, Kunstverein, Hanovre, Allemagne ; Kunstmuseen, Krefeld, Allemagne
Fotomuseum Winterthur, Winterthur, Suisse ; Landesgalerie, Linz, Autriche
Gregory Crewdson, Gagosian Gallery, Los Angeles, États-Unis
Gregory Crewdson, White Cube, Londres, Royaume-Uni
Twilight, First Center, Nashville, États-Unis
2004 
Dream House, Galerie Daniel Templon, Paris, France
2002 
New Work 6 : Gregory Crewdson, Twilight, Aspen Art Museum, Aspen, États-Unis
Gregory Crewdson, Gagosian Gallery, Beverly Hills, États-Unis
Gregory Crewdson Twilight, White Cube, Londres, Royaume-Uni
2001 
Gregory Crewdson : Photographs, SITE Santa Fe, États-Unis
2000 
Gregory Crewdson : Disturbed Nature, Charles H. Scott Gallery, Emily Carr Institute of Art Design, Vancouver, Canada 
1999 
Gregory Crewdson, Ginza Ar Space, Shiseido Co., Tokyo, Japon
Surreal Suburbia, John Michael Kohler Art Center, Sheboygan, États-Unis
1998 
Gregory Crewdson, Anderson Gallery, Virginia Commonwealth University, Richmond, États-Unis
Gregory Crewdson, H&R Projects, Bruxelles, Belgique
Gregory Crewdson, Espacio Uno, Museo Nacional Centro de Arte Reina Sofia, Madrid,Espagne 
1997 
Gregory Crewdson, Cleveland Center for Contemporary Art, Cleveland, États-Unis
1996 
Gregory Crewdson, Ginza Artspace, Shiseido Co., Tokyo, Japon
1995 
Jay Jopling / White Cube, Londres, Royaume-Uni
1994
Palm Beach Community College Museum of Art, Palm Beach, États-Unis
1992 
Houston Center for Photography, Houston, États-Unis
1991 
Portland School of Art, Portland, États-Unis
BlumHelman Warehouse, New York City, États-Unis
1988
Yale University, New Haven, États-Unis

## Ouvrages
- Gregory Crewdson, Sous la surface des roses [« Beneath the Roses »], Éditions Textuel, 2011, 142 p. (ISBN 978-2-84597-429-6 et 2-84597-429-9)
- Gregory Crewdson, The Becket Pictures, Clermont-Ferrand, FRAC Auvergne, 2017 (ISBN 978-2-907672-23-8 et 2-907672-23-1)

## Citation
- « J'ai toujours été fasciné par l'état poétique du crépuscule.  Par sa qualité de transformation. Son pouvoir de transformer l'ordinaire en quelque chose de magique et d'autre. Mon souhait est de la narration dans les images pour travailler dans cette circonstance. » Gregory Crewdson.